# Bignasco
Bignasco est une localité et une ancienne commune suisse du canton du Tessin.

## Histoire
La commune a fusionné, en même temps que celle de Cavergno, avec celle de Cevio.